# Stamboom George VI van het Verenigd Koninkrijk
Dit is de stamboom van George VI van het Verenigd Koninkrijk (1895-1952).
| Overgrootouders                                                                           | Albert van Saksen-Coburg en Gotha (1819-1861) x 1840 Victoria van het Verenigd Koninkrijk (1819-1901) | Albert van Saksen-Coburg en Gotha (1819-1861) x 1840 Victoria van het Verenigd Koninkrijk (1819-1901) | Albert van Saksen-Coburg en Gotha (1819-1861) x 1840 Victoria van het Verenigd Koninkrijk (1819-1901) | Christiaan IX van Denemarken (1818-1906) x 1842 Louise van Hessen-Kassel (1817-1898)           | Christiaan IX van Denemarken (1818-1906) x 1842 Louise van Hessen-Kassel (1817-1898)           | Christiaan IX van Denemarken (1818-1906) x 1842 Louise van Hessen-Kassel (1817-1898)           | Alexander van Württemberg (1804-1885) x 1835 Claudine Rhédey van Kis-Rhéde (1812-1841) | Alexander van Württemberg (1804-1885) x 1835 Claudine Rhédey van Kis-Rhéde (1812-1841) | Alexander van Württemberg (1804-1885) x 1835 Claudine Rhédey van Kis-Rhéde (1812-1841) | Adolf van Cambridge (1774-1850) x 1818 Augusta van Hessen-Kassel (1797-1889)      | Adolf van Cambridge (1774-1850) x 1818 Augusta van Hessen-Kassel (1797-1889)      | Adolf van Cambridge (1774-1850) x 1818 Augusta van Hessen-Kassel (1797-1889)      |
| Grootouders                                                                               | Eduard VII van het Verenigd Koninkrijk (1841-1910) x 1863 Alexandra van Denemarken (1844-1925)        | Eduard VII van het Verenigd Koninkrijk (1841-1910) x 1863 Alexandra van Denemarken (1844-1925)        | Eduard VII van het Verenigd Koninkrijk (1841-1910) x 1863 Alexandra van Denemarken (1844-1925)        | Eduard VII van het Verenigd Koninkrijk (1841-1910) x 1863 Alexandra van Denemarken (1844-1925) | Eduard VII van het Verenigd Koninkrijk (1841-1910) x 1863 Alexandra van Denemarken (1844-1925) | Eduard VII van het Verenigd Koninkrijk (1841-1910) x 1863 Alexandra van Denemarken (1844-1925) | Frans van Teck (1837-1900) x 1866 Maria Adelheid van Cambridge (1833-1897)             | Frans van Teck (1837-1900) x 1866 Maria Adelheid van Cambridge (1833-1897)             | Frans van Teck (1837-1900) x 1866 Maria Adelheid van Cambridge (1833-1897)             | Frans van Teck (1837-1900) x 1866 Maria Adelheid van Cambridge (1833-1897)        | Frans van Teck (1837-1900) x 1866 Maria Adelheid van Cambridge (1833-1897)        | Frans van Teck (1837-1900) x 1866 Maria Adelheid van Cambridge (1833-1897)        |
| Ouders                                                                                    | George V van het Verenigd Koninkrijk (1865-1936) x 1893 Mary van Teck (1867-1953)                     | George V van het Verenigd Koninkrijk (1865-1936) x 1893 Mary van Teck (1867-1953)                     | George V van het Verenigd Koninkrijk (1865-1936) x 1893 Mary van Teck (1867-1953)                     | George V van het Verenigd Koninkrijk (1865-1936) x 1893 Mary van Teck (1867-1953)              | George V van het Verenigd Koninkrijk (1865-1936) x 1893 Mary van Teck (1867-1953)              | George V van het Verenigd Koninkrijk (1865-1936) x 1893 Mary van Teck (1867-1953)              | George V van het Verenigd Koninkrijk (1865-1936) x 1893 Mary van Teck (1867-1953)      | George V van het Verenigd Koninkrijk (1865-1936) x 1893 Mary van Teck (1867-1953)      | George V van het Verenigd Koninkrijk (1865-1936) x 1893 Mary van Teck (1867-1953)      | George V van het Verenigd Koninkrijk (1865-1936) x 1893 Mary van Teck (1867-1953) | George V van het Verenigd Koninkrijk (1865-1936) x 1893 Mary van Teck (1867-1953) | George V van het Verenigd Koninkrijk (1865-1936) x 1893 Mary van Teck (1867-1953) |
| George VI van het Verenigd Koninkrijk (1895-1952) x 1923 Elizabeth Bowes-Lyon (1900-2002) | | | |                                                                                                |                                                                                                |                                                                                                |                                                                                        |                                                                                        |                                                                                        |                                                                                   |                                                                                   |                                                                                   |
| Kinderen                                                                                  | Elizabeth II (1926-2022) x 1947 Philip Mountbatten (1921-2021)                                        | Elizabeth II (1926-2022) x 1947 Philip Mountbatten (1921-2021)                                        | Elizabeth II (1926-2022) x 1947 Philip Mountbatten (1921-2021)                                        | Elizabeth II (1926-2022) x 1947 Philip Mountbatten (1921-2021)                                 | Elizabeth II (1926-2022) x 1947 Philip Mountbatten (1921-2021)                                 | Elizabeth II (1926-2022) x 1947 Philip Mountbatten (1921-2021)                                 | Elizabeth II (1926-2022) x 1947 Philip Mountbatten (1921-2021)                         | Elizabeth II (1926-2022) x 1947 Philip Mountbatten (1921-2021)                         | Margaret (1930-2002) x 1960 Antony Armstrong-Jones(1930-2017)                          | Margaret (1930-2002) x 1960 Antony Armstrong-Jones(1930-2017)                     | Margaret (1930-2002) x 1960 Antony Armstrong-Jones(1930-2017)                     | Margaret (1930-2002) x 1960 Antony Armstrong-Jones(1930-2017)                     |
| Kleinkinderen                                                                             | Charles (1948) x 1981 Diana Spencer (1961-1997)                                                       | Charles (1948) x 1981 Diana Spencer (1961-1997)                                                       | Anne (1950) x 1973 Mark Phillips (1948)                                                               | Anne (1950) x 1973 Mark Phillips (1948)                                                        | Andrew (1960) x 1986 Sarah Ferguson (1959)                                                     | Andrew (1960) x 1986 Sarah Ferguson (1959)                                                     | Edward (1964) x 1999 Sophie Rhys-Jones (1965)                                          | Edward (1964) x 1999 Sophie Rhys-Jones (1965)                                          | David (1961) x 1993 Serena Alleyne Stanhope (1970)                                     | David (1961) x 1993 Serena Alleyne Stanhope (1970)                                | Sarah (1964) x 1994 Daniel Chatto (1957)                                          | Sarah (1964) x 1994 Daniel Chatto (1957)                                          |
| Achterkleinkinderen                                                                       | William (1982) Harry (1984)                                                                           | William (1982) Harry (1984)                                                                           | Peter (1977) Zara (1981)                                                                              | Peter (1977) Zara (1981)                                                                       | Beatrice (1988) Eugenie (1990)                                                                 | Beatrice (1988) Eugenie (1990)                                                                 | Louise (2003) James (2007)                                                             | Louise (2003) James (2007)                                                             | Charles (1999) Margarita (2002)                                                        | Charles (1999) Margarita (2002)                                                   | Samuel (1996) Arthur (1999)                                                       | Samuel (1996) Arthur (1999)                                                       |